# 发型产品

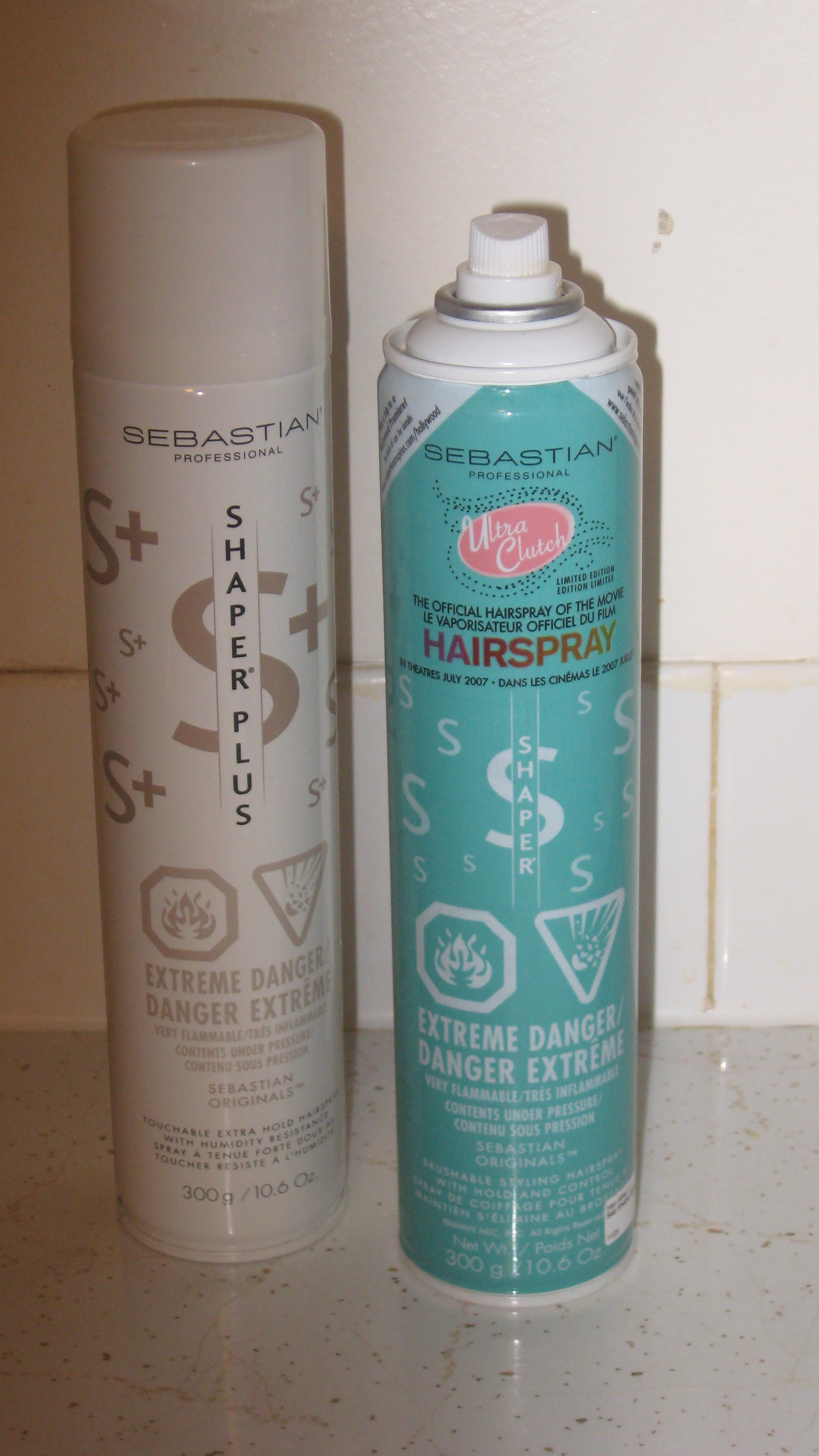
罐裝髮蠟

发型产品是指可以改变头发质地或形状的產品。由于烫发及染发的普及，头发自身也會受到损伤，头发有可能會失去光泽而变得干枯甚至断裂。发型产品可以使损伤的头发得到一定程度的修复。包括发胶、发蜡、髮油在內的產品等都屬於发型产品。